# 亚历山大·斯塔鲁赫
亚历山大·瓦西廖维奇·斯塔鲁赫（羅馬化：Oleksandr Vasyliovych Starukh；1973年4月28日—），乌克兰历史学家、政治家。2020年12月18日，他被任命为扎波罗热州州长。他之前在2008年至2010年担任此职位。全乌克兰联盟“祖国”成员。